# 그레고리 맨큐

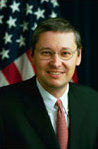
그레고리 맨큐

니컬러스 그레고리 "그레그" 맨큐(영어: Nicholas Gregory "Greg" Mankiw, 1958년 2월 3일 ~ )는 미국의 경제학자이며 현재 하버드 대학교의 경제학과 교수이다.

## 소개
맨큐는 뉴저지주의 트렌턴에서 우크라이나인 부모 아래 태어났다. 그는 핑그리 스쿨을 졸업하고, 1980년 프린스턴 대학교를 경제학 전공으로 수마 쿰 라우데급의 최우수 성적으로 졸업하였다. 그후 그는 MIT에서 1년간 경제학 박사 과정을 밟다가, 이듬 해 하버드 로스쿨 법무박사(JD) 과정에 입학해서 1학년을 마치고 1982년 여름에는 로펌 여름 인턴 변호사(summer associate)로 일했다. 그후 일년간 학업을 잠시 중단하고 백악관 경제자문위원회(Council of Economic Advisors)에서 경제학자 직원(staff economist)으로 일했는데, 이는 그가 후에 경제자문위원회 의장이 되는데 인연이 된다. 1983년 MIT로 돌아온 그는 경제학 박사 논문 완성에 매진하여 1984년에 경제학 박사 학위를 취득하였다. 1984년 가을에 그는 하버드 로스쿨로 돌아와 2학년 가을학기를 마쳤다. 그러나 이미 경제학 박사 학위도 받았고 자신이 법학에 비교적 뛰어나지 않다고 느낀 맨큐는 법학 공부를 도중에 그만두었다. 그후 맨큐는 MIT에서 1년간 미시경제학과 통계학을 강의했고, 1985년부터 하버드 대학에서 경제학과 부교수로 강의하다 1987년에 정교수가 되었다. 2003년 5월, 조지 W. 부시 대통령이 맨큐를 백악관 경제자문위원회의 의장으로 임명하였다.

## 교수
맨큐는 거시경제학, 미시경제학, 통계학, 경제학 원론 등 많은 과목을 강의했다. 신 케인즈학파에 속하는 케인지언으로 주요 연구업적으로는 메뉴비용에 관한 것이 있다. 또한, National Bureau of Economic Research 연구위원, 보스턴 연방준비은행과 의회예산처(Congressional Budget Office)의 자문교수, ETS의 경제학 시험문제 개발위원회 위원, 2003년부터 2005년까지 백악관 경제자문위원회(Council of Economic Advisors) 의장 등을 역임했다. 저서로는 세계적인 베스트셀러가 된 《맨큐의 경제학》등이 있다.

## 학생들의 강의 거부 사건
2011년 11월, 맨큐가 경제학 10(Economics 10) 과목의 수업을 위해 강의실로 들어가자 학생들 중 일부가 일어나서 밖으로 나갔다. 학생들은 맨큐의 보수적인 성향을 지적하고 그의 강의가 편향되었다고 주장하는 글을 남겼으며, 당시 한창이던 월 가를 점거하라 시위에 참여하였다.,

## 저서
- 《맨큐의 경제학》ISBN 89-7085-790-7
- 《거시경제학》ISBN 978-89-6866-111-2